# Percina nevisense
Percina nevisense är en fiskart som först beskrevs av Cope, 1870.  Percina nevisense ingår i släktet Percina och familjen abborrfiskar. Inga underarter finns listade i Catalogue of Life.